# Immigration française au Royaume-Uni
L'immigration française au Royaume-Uni est un phénomène qui a eu lieu à différents moments de l'histoire.
La proximité des deux pays, séparés par un bras de mer de vingt miles, explique la présence dès la protohistoire de l'île, de tribus celtes comme les Parisii de part et d'autre de la Manche.
La Conquête normande de l'Angleterre par Guillaume le Conquérant en 1066 a donné lieu à l'arrivée de l'aristocratie française, tandis que dans les XVe et XVIe siècles, les huguenots et les calvinistes ont fui la persécution religieuse pour l'ouest de Londres.
Aujourd'hui, de nombreux Britanniques ont des ancêtres français. Selon une étude réalisée par Ancestry.co.uk, 3 millions de Britanniques ont des origines françaises. Selon le consulat français de Londres, 300 000 à 400 000 citoyens français vivent dans la capitale britannique , tandis qu'un recensement de l'ONS (Office for National Statistics) avançait le chiffre de 86 000 personnes en 2014. Bien qu'il y ait une incertitude sur le nombre exact de Français exilés au Royaume-Uni, celui-ci est en augmentation depuis ces dernières années. Toujours selon l'ONS, les Français sont plus particulièrement représentés dans les arrondissements de Kensington and Chelsea, Hammersmith and Fulham et Westminster (trois arrondissements de l'Ouest Londonien).

## Histoire

### Conquête franco-normande

Logo du Times

Une grande partie de l'aristocratie médiévale du Royaume-Uni descend des Franco-Normands venus en l'Angleterre lors de la conquête normande et les années ultérieures, regroupés sous le terme des Compagnons de Guillaume le Conquérant.
Ainsi, les familles illustres, faisant partie du Baronnage anglo-normand, créé lors de cette période, sont notamment :
- La famille Grosvenor dont le nom original était « Gros Veneur », qui signifie en normand « grand chasseur » ;
- la famille de Clare, issue de Godefroi, comte d'Eu ;
- la famille de Carteret, issue de Guy de Carteret (vers 960 – 1004).

Là est l'origine de Dieu et mon droit, devise de la monarchie britannique, et de Honi soit qui mal y pense, celle de l'ordre de la Jarretière, le plus important ordre de la chevalerie britannique.
Les souverains de la dynastie Plantagenêt, maison royale issue des comtes d'Anjou et du Maine, régnant sur les duchés de Normandie et d'Aquitaine, les comtés de Poitou et de Nantes, deviennent rois d'Angleterre de 1154 à 1485. Pendant cette période, les déplacements de population au sein de l'Empire Plantagenêt, certainement nombreux, ne forment donc pas une immigration dans le sens moderne du terme.

### Arrivée des Huguenots, jusqu'à l'édit de Nantes
Pendant la Réforme protestante amorcée au XVIe siècle, une première immigration francophone vient de Wallonie à Canterbury.
Ensuite, une vague d'arrivées, appelée Premier Refuge, a lieu dès les premières persécutions de 1560, et surtout après le massacre de la Saint-Barthélemy. Cette vague est faite de Huguenots, protestants français qui, dans les XVIe et XVIIe siècles ont fui la persécution religieuse en France. Une communauté protestante française importante existait donc déjà à Londres au XVIe siècle. La cathédrale de Canterbury offre la chapelle du Prince Noir (Édouard de Woodstock) dans sa crypte, au culte huguenot, grâce à l'Edit du 24 juillet 1550 signé par Édouard VI, accordant aux étrangers la possibilité d'organiser leur office selon la liturgie reformée sans devoir se conformer aux directives anglicanes, et en conservant leur langue.
Deux autres communautés se forment à Southampton, se regroupant à St Julien's Church, Southampton et à Norwich.
L'édit de Nantes apporte un certain apaisement et une baisse de l'immigration.

### Les Calvinistes, après la révocation de l'édit de Nantes

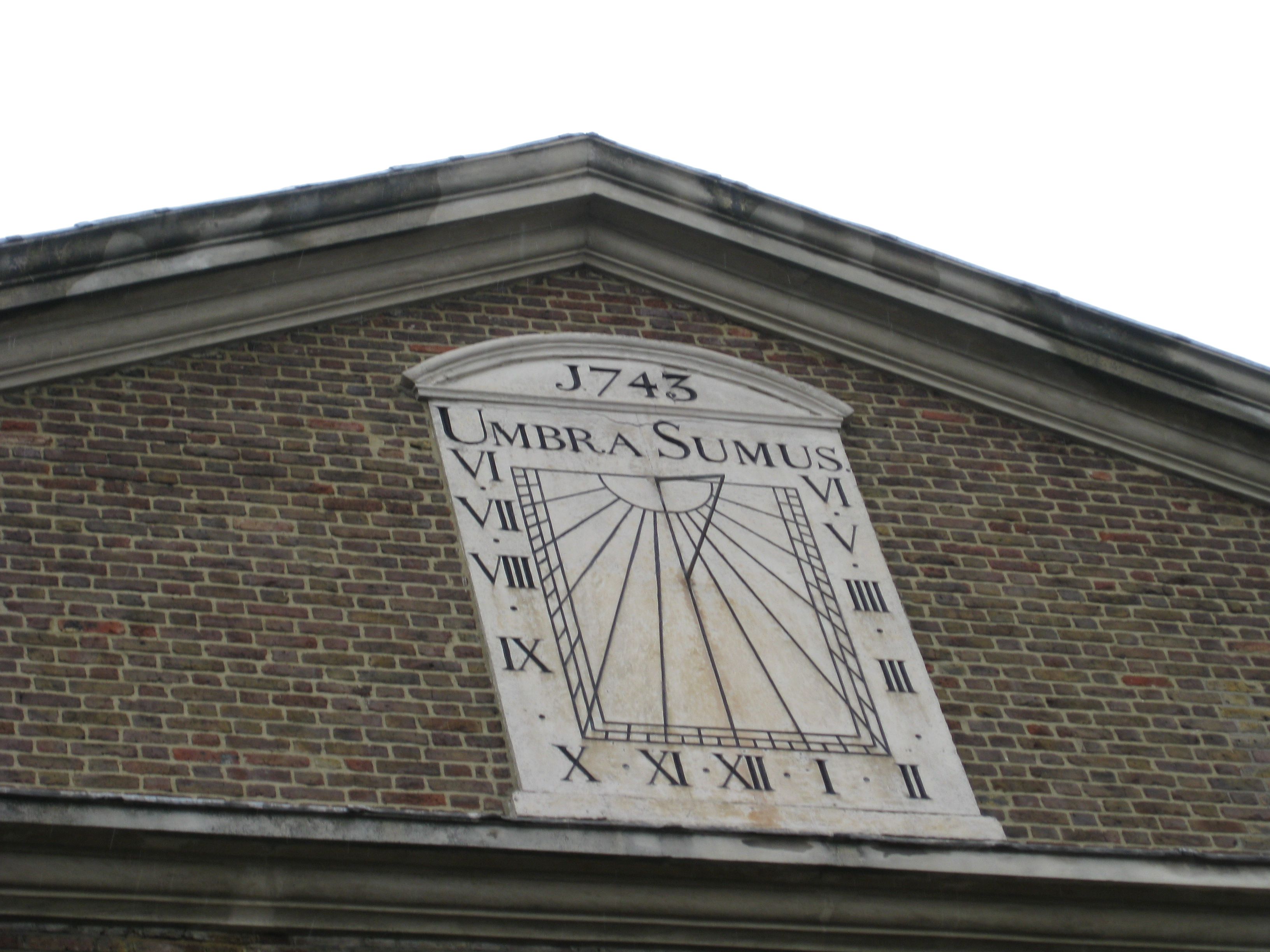
Cadran solaire de l'église de Brick Lane, fondée en 1743. Umbra Sumus est une citation du poëte Horace

Par la suite, la répression du protestantisme en France dans les années 1680 a conduit à une migration massive de réfugiés principalement calvinistes, dont la plupart s'installe à Londres, notamment à Hammersmith et Westminster. Cet exil atteint son pic en 1685, avec l'Édit de Fontainebleau (1685)
La communauté de St Mary the Less, Norwich, fondée par des Wallons, s'accroît de plusieurs familles, Columbine, Le Monnier. Un chirurgien de Dieppe, Gaston Martineau, ancêtre de Harriet Martineau, dont la famille laissa nom à une partie du Norwich Ring Road, Martineau Lane. D'autres familles anglicisèrent leur nom, changeant Blanc en White, Petit en Little, Langlois en English , etc..
En 1718, est fondée à Finsbury, La Providence, un hôpital français pour soigner et abriter les huguenots malades ou déshérités. La population française de Londres s'élève alors à 20 000 ou 25 000 personnes.
En 1747, est fondée l'école française de charité de Westminster, à Windmill Street, qui instruit quelques dizaines d'enfants.
Fondatrice notamment du quartier de Spitalfields, la communauté protestante française était l'une des communautés les plus importantes de la capitale (également très présente dans les quartiers de Soho, Shoreditch, Petitcoat, Tentergrown et Blackfriars). De nombreux soyeux de Lyon s'y installent, obtiennent en 1662 privilège de la vente exclusive de certains articles, et en 1697 la prohibition complète des étoffes fabriquées en France.

#### Lieux de culte
En 1743, est édifiée dans ce quartier La Neuve Eglise, aussi appelée église de l'hôpital, à l'angle de Brick Lane et de Fournier Street, du nom d'un tisserand huguenot, (Elle deviendra par la suite une chapelle méthodiste en 1819, une synagogue fin XIXe siècle, puis une mosquée en 1976).

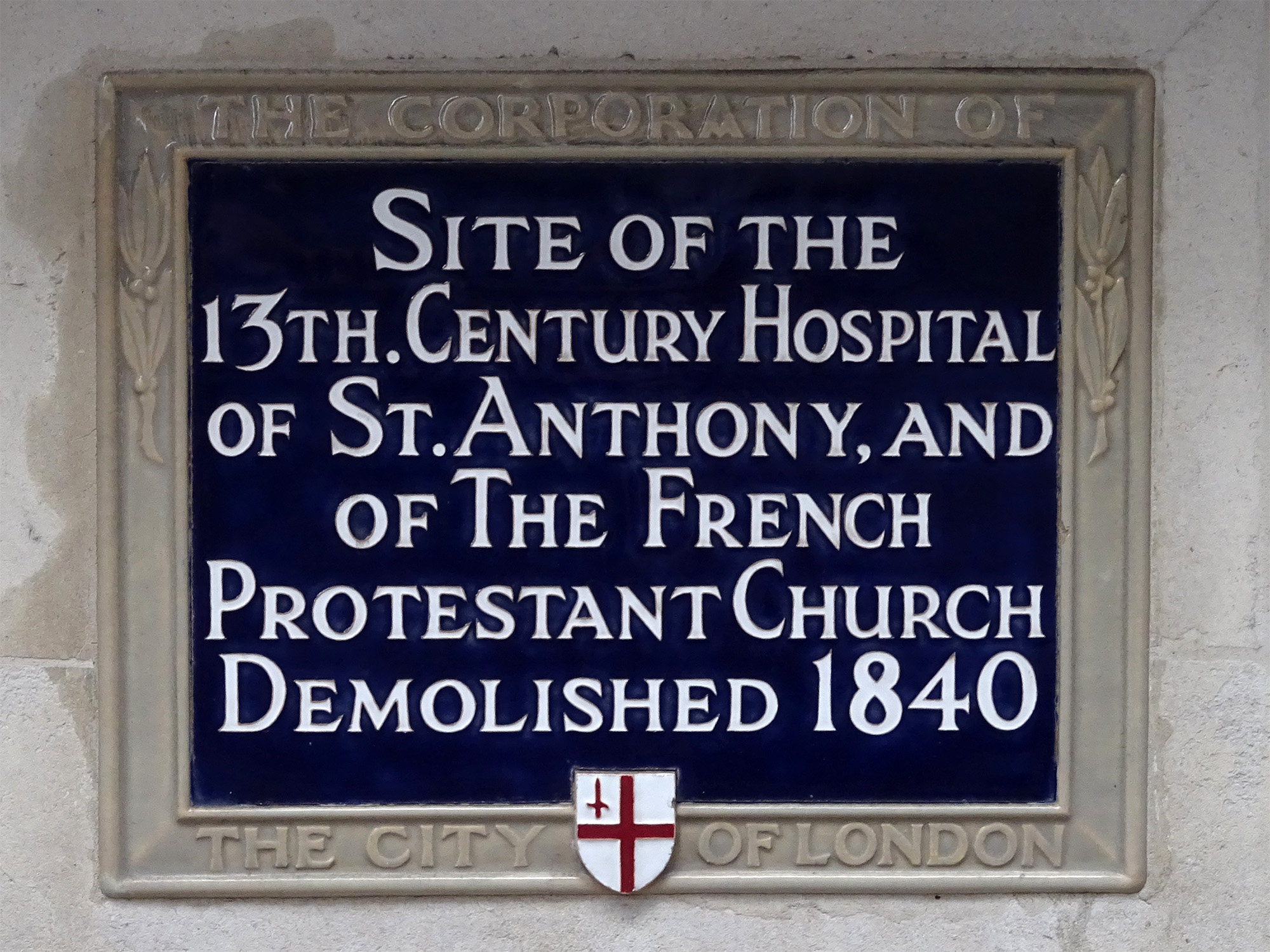
Emplacement de l'hôpital Saint-Antoine, au XIIIe siècle, et de l'église protestante française, démolie en 1840.

Le plus important lieu de culte était l'église protestante à Threadneedle Street, fondée en 1550, sur l'emplacement de l'hôpital Saint-Antoine.
Il existait aussi à Londres une église Savoy (Savoy Chapel), de la même confession. Cette église était établie dans une salle d'un hôpital édifié par le roi d'Angleterre Henry VII sur les ruines de l'ancien Palais de Savoie, fondé en 1245.
Parmi d'autres lieux de cultes, on peut citer :
- La chapelle de Marylebone, fondée vers 1656 ;
- Chapelle de Castle Street, à Leicester Square ;
- Chapelle Hungerford, au marché du même nom ;
- église de Swallow Street, à Piccadilly ;
- l'église des Grecs à Hog Lane[29], représentée par une peinture de William Hogarth en 1738 ;
- La Patente, à Berwick Street (Une autre église du même nom existait à Spitalfields[30]).

### Révolution française etRestauration
L’Émigration désigne le départ d'environ 140 000 personnes hors du territoire français entre 1789 et 1800, en raison des troubles révolutionnaires. Le gouvernement britannique autorise l'ouverture de chapelles catholiques à Londres, comme dans le Sud du pays à Southampton, Jersey et Guernesey. Certains Français y mènent une activité politique :
- Les frères de Louis XVI, élisent résidence à Londres: Le futur Louis XVIII de 1807 à 1814[32],[33] et Charles X ;
- Le journaliste Jean-Gabriel Peltier, réfugié à Londres en 1792, y mène une lutte acharnée contre Bonaparte, qui l'amènera devant les tribunaux[34] ;
- François-René de Chateaubriand y est installé dès 1793[35], et y reviendra comme ambassadeur en 1822[36] ;

En 1842, est fondée la Société Française de Bienfaisance de Londres, ainsi que l'Hôpital Français à Londres en 1867, qui deviendra le Dispensaire Français.

### France libre
La France libre est le régime de résistance extérieure fondé à Londres par le général de Gaulle à la suite de son appel du 18 juin 1940. Outre les militaires et autres volontaires, des personnalités comme Maurice Schumann, René Cassin, Jacques Soustelle, Pierre Dac, Simone Weil fuient les combats pour rejoindre le Royaume-Uni. Dès juillet-août 1940, un certain nombre de socialistes se réfugient Angleterre, prennent contact avec le Parti travailliste (Labour Party) et la Société Fabienne, et décident de mener la lutte pour la libération de la France en fondant le «Comité des socialistes français».
En juillet 1940, les Forces françaises libres comportaient 7 000 hommes. Au maximum de leur développement, elles rassemblèrent 53 000 hommes.

## Autres établissements
- Église protestante française de Londres, fondée par charte royale le 24 juillet 1550[42] ;
- Hôpital français La Providence, fondé en 1718[43], et actuellement implanté à Rochester (Kent). Il est doublé d’un musée huguenot[44] ;
- Église Notre-Dame-de-France, dans le quartier londonien de Soho, 1865 ;
- Institut français du Royaume-Uni fondé en 1910 ;
- Lycée français Charles-de-Gaulle, à South Kensington, créé en 1915 ;
- Lycée international de Londres Winston-Churchill, à Wembley, ouvert en 2015.

## Population
Le nombre de Français vivant au Royaume-Uni a augmenté sans discontinuer depuis 1991, selon les statistiques du gouvernement français. Les Français sont surtout présents à Londres, notamment dans le quartier de Kensington. Il y a plusieurs écoles françaises à Londres, comme La Petite École Française dans l'ouest de Londres, et le Lycée français Charles-de-Gaulle situé à South Kensington, tous deux gérés par l'État français.

## Souverains français décédés au Royaume-Uni
- Jean II le Bon, roi de France ;
- Napoléon Ier, empereur des Français (dans le territoire britannique d'Outre-mer de Sainte-Hélène) ;
- Louis-Philippe Ier, roi des Français ;
- Napoléon III, empereur des Français.

## Britanniques d'origine française célèbres
- George Orwell, écrivain [46].
- George du Maurier et Daphne du Maurier[47].
- Louis de Bernières, écrivain[48].
- J. K. Rowling, romancière britannique, arrière-grand-père français[49].
- Boris Johnson, premier ministre du Royaume-Uni et ancien maire de Londres[50].
- Simon Le Bon, musicien d'ascendance huguenote[51].
- Joseph Bazalgette, ingénieur civil britannique d’origine huguenote[52].
- Jacqueline Bisset, actrice[53].
- Marc Isambart Brunel, ingénieur, et son fils Isambard Kingdom Brunel, créateur du Great Western Railway[54].
- Jean-Jacques Burnel, bassiste du groupe The Stranglers[55]
- George Basil Cardinal Hume, cardinal britannique (mère française)[56].
- Dido, chanteuse (mère française)[57].
- Hilaire Belloc, écrivain et politicien[58].
- Augustus Charles Pugin et Augustus Welby Northmore Pugin, Architectes[59].
- Louis Theroux, directeur (grand-père franco-canadien)[60].
- Davina McCall, animateur de télévision (mère française)[61].
- Isaac Casaubon[62] et Méric Casaubon[62].
- Jean-Christophe Novelli[63].
- Christina Novelli, DJ britannique[63].
- Michèle Roberts[64].
- Michel Roux[65].
- Samia Ghadie, actrice[66].
- Benoît Grimes-Viort, mannequin[67].
- Philip Hermogenes Calderon, peintre[68].
- Winston Churchill, Premier ministre britannique lors de la seconde guerre mondiale.